# Harry Walden
Harry Walden, született Harold Bertram Walden (Walgrave, 1940. december 22. – 2018. szeptember 23.) angol labdarúgó, középpályás.

## Pályafutása
A Kettering Town csapatában kezdte a labdarúgást. 1961 és 1964 között a Luton Town, 1964 és 1967 között a Northampton Town játékosa volt. 1967-ben visszatért a Kettering Townhoz és ott fejezte be az aktív labdarúgást.